# Lemanu Peleti Mauga
Lolo Letalu Matalasi Moliga (Nu'uuli, 1º gennaio 1949) è un politico samoano americano.
Nel 2020, il governatore democratico uscente Lolo Matalasi Moliga non può essere rieletto dopo due mandati quadriennali consecutivi. Mauga viene eletto governatore il 3 novembre 2020 e entra in carica il 3 gennaio 2021.